# The Right to Sing
The Right to Sing è l'album di debutto della cantante norvegese Grethe Svensen, pubblicato il 23 aprile 1992 su etichetta discografica BMG Rights Management.

## Tracce
1. Free – 3:56
2. Piece of My Heart – 3:56
3. The Right to Sing – 3:33
4. Hold On – 4:10
5. Have a Good Time – 4:44
6. Goldmine – 3:31
7. Something Inside So Strong – 4:29
8. Keep Your Flowers – 3:37
9. Look What You've Done – 4:08
10. Secret Place – 4:25

## Classifiche
| Classifica (1992) | Posizione massima |
| ----------------- | ----------------- |
| Norvegia          | 4                 |